# Pokal Nogometne zveze Slovenije 2014-2015
La Pokal Nogometne zveze Slovenije 2014./15. (in lingua italiana: Coppa della federazione calcistica slovena 2014-15), detta semplicemente Pokal Slovenije 2014./15., fu la ventiquattresima edizione della coppa nazionale di calcio della Repubblica di Slovenia.
A vincere fu il Koper, al suo terzo titolo nella competizione.

Questo successo diede ai giallo-blu l'accesso al primo turno di qualificazione della UEFA Europa League 2015-2016.
Il capocannoniere fu Sunny Omoregie, del Celje, con 6 reti.

## Partecipanti
Le 10 squadre della 1. SNL 2013-2014 sono ammesse di diritto. Gli altri 18 posti sono stati assegnati alle vincitrici e alle finaliste delle 9 coppe inter–comunali.

### Ammesse di diritto
- Celje
- Domžale
- Gorica
- Koper
- Krka
- Maribor
- Olimpia Lubiana
- Rudar Velenje
- Triglav
- Zavrč

### Qualificate attraverso le coppe
| Coppe inter–comunali | Coppe inter–comunali | Coppe inter–comunali | Coppe inter–comunali |
| Associazione         | Squadre              | Squadre              |                      |
| -------------------- | -------------------- | -------------------- | -------------------- |
| MNZ Lubiana          | Dob                  | Radomlje             |                      |
| MNZ Maribor          | Korotan Prevalje     | Lenart               |                      |
| MNZ Celje            | Šmarje pri Jelšah    | Šmartno              |                      |
| MNZ Capodistria      | Jadran Dekani        | Tabor Sežana         |                      |
| MNZ Nova Gorica      | Adria                | Brda                 |                      |
| MNZ Murska Sobota    | Tromejnik            | Veržej               |                      |
| MNZ Lendava          | Odranci              | Nafta 1903           |                      |
| MNZ Goreniska-Kranj  | Kranj                | Šenčur               |                      |
| MNZ Ptuj             | Drava Ptuj           | Aluminij             |                      |

### Calendario
| Turno       | Date                                                     | Partite | Club    |
| ----------- | -------------------------------------------------------- | ------- | ------- |
| Primo turno | 19-20 agosto 2014                                        | 11      | 28 → 16 |
| Ottavi      | 16-17 settembre, 8, 28 ottobre 2014                      | 8       | 16 → 8  |
| Quarti      | 22 ottobre, 19 novembre - 28-29 ottobre, 3 dicembre 2014 | 8       | 8 → 4   |
| Semifinali  | 14-15 e 21-22 aprile 2015                                | 4       | 4 → 2   |
| Finale      | 20 maggio 2015                                           | 1       | 2 → 1   |

## Primo turno
| Squadra 1         | Risultato   | Squadra 2       |
| ----------------- | ----------- | --------------- |
| 19 agosto 2014    |             |                 |
| Tabor Sežana      | 2 – 0       | Aluminij        |
| 20 agosto 2014    |             |                 |
| Tromejnik         | 0 – 4       | Olimpia Lubiana |
| Dob               | 1 – 6       | Celje           |
| Odranci           | 0 – 4       | Kranj           |
| Nafta 1903        | 0 – 1 (dts) | Šenčur          |
| Drava Ptuj        | 2 – 3 (dts) | Veržej          |
| Šmarje pri Jelšah | 2 – 4       | Krka            |
| Lenart            | 0 – 5       | Triglav         |
| Šmartno           | 0 – 5       | Domžale         |
| Dekani            | 0 – 2       | Zavrč           |
| Adria             | 1 – 6       | Radomlje        |
| Korotan Prevalje  | 2 – 0 (dts) | Brda            |

## Ottavi di finale
Entrano le 4 squadre impegnate nelle coppe europee (Gorica, Koper, Maribor e Rudar Velenje).
| Squadra 1         | Risultato             | Squadra 2       |
| ----------------- | --------------------- | --------------- |
| 16 settembre 2014 |                       |                 |
| Kranj             | 1 – 2                 | Celje           |
| Korotan Prevalje  | 0 – 4                 | Olimpia Lubiana |
| 17 settembre 2014 |                       |                 |
| Šenčur            | 0 – 2                 | Zavrč           |
| Tabor Sežana      | 0 – 1                 | Koper           |
| Rudar Velenje     | 0 – 1                 | Krka            |
| Triglav           | 3 – 3 (dts) (3-4 dtr) | Domžale         |
| 8 ottobre 2014    |                       |                 |
| Veržej            | 0 – 2                 | Gorica          |
| 28 ottobre 2014   |                       |                 |
| Maribor           | 1 – 0                 | Radomlje        |

## Quarti di finale
| Squadra 1 | Totale | Squadra 2       | Andata     | Ritorno     |
| --------- | ------ | --------------- | ---------- | ----------- |
|           |        |                 | 22.10.2014 | 28.10.2014  |
| Domžale   | 3 – 2  | Olimpia Lubiana | 0 – 1      | 3 – 1       |
|           |        |                 | 22.10.2014 | 29.10.2014  |
| Zavrč     | 3 – 5  | Celje           | 2 – 3      | 1 – 2       |
| Gorica    | 4 – 5  | Koper           | 3 – 1      | 1 – 4 (dts) |
| [ 6 ]     | [ 6 ]  | [ 6 ]           | 19.11.2014 | 03.10.2014  |
| Krka      | 3 – 6  | Maribor         | 1 – 2      | 2 – 4       |

## Semifinali
| Squadra 1 | Totale | Squadra 2 | Andata     | Ritorno    |
| --------- | ------ | --------- | ---------- | ---------- |
|           |        |           | 14.04.2015 | 22.04.2015 |
| Koper     | 2 – 1  | Domžale   | 1 – 0      | 1 – 1      |
|           |        |           | 15.04.2015 | 21.04.2015 |
| Maribor   | 2 – 3  | Celje     | 2 – 3      | 0 – 0      |

## Finale
| Arbitro: | Slavko Vinčić (Maribor) |

|                            |           |  |
| Halilović 6’ Stromajer 86’ | Marcatori |  |

| Koper | Celje |

### Formazioni
| P               | 83 | Vasja Simčič    | 83’      |
| D               | 16 | Denis Halilović | 79’      |
| D               | 27 | Damir Hadžić    | 48’      |
| D               | 29 | Matej Palčič    | 60’, 85’ |
| C               | 28 | Amar Rahmanović | 84’      |
| C               | 10 | Marko Krivičić  | 63’      |
| D               | 70 | Denis Šme       |          |
| C               | 20 | Domen Črnigoj   | 13’      |
| C               | 7  | Ivica Guberac   | 27’      |
| C               | 14 | Goran Galešić   | 88’      |
| A               | 10 | Mitja Lotrič    | 65’      |
| A disposizione: |    |                 |          |
| P               | 1  | Ermin Hasić     |          |
| D               | 5  | Miha Blažič     |          |
| C               | 99 | Dejan Peševski  |          |
| D               | 3  | Miha Gregorič   | 88’      |
| A               | 49 | Matej Pučko     | 65’ 89’  |
| C               | 22 | Patrik Posavac  |          |
| A               | 30 | Jaka Štromajer  | 84’      |
| Allenatore:     |    |                 |          |
| Rodolfo Vanoli  |    |                 |          |

| P               | 1  | Amel Mujčinovič |         |
| D               | 20 | Marko Jakolić   |         |
| D               | 6  | Tilen Klemenčič |         |
| D               | 27 | Ramon Soria     | 59’     |
| C               | 19 | Danijel Miškić  | 59’     |
| C               | 8  | Igor Jugović    | 69’ 73’ |
| C               | 7  | Benjamin Verbič | 79’     |
| D               | 30 | Tadej Vidmajer  |         |
| C               | 13 | Jon Šporn       | 46’     |
| A               | 9  | Gregor Bajde    | 46’     |
| A               | 11 | Sunny Omoregie  |         |
| A disposizione: |    |                 |         |
| P               | 31 | Metod Jurhar    |         |
| D               | 24 | Matic Žitko     |         |
| C               | 18 | Sebastjan Gobec |         |
| C               | 25 | Yuto Kubo       |         |
| A               | 21 | Jiří Jeslínek   | 73’     |
| A               | 33 | Ivan Lendrić    | 46’     |
| C               | 10 | Valon Ahmedi    | 46’     |
| Allenatore:     |    |                 |         |
| Simon Rožman    |    |                 |         |